# Sega Zone
Sega Zone é um console, consistindo em uma versão do console Zone 40 com jogos antigos licenciados da Sega, lançando no verão de 2010. Terá um design parecido com o Nintendo Wii, tendo no total 20 jogos da sega, 14 jogos arcade e 16 jogos utilizando o sensor no controle do Zone.